# Alba Party
Die Alba Party (schottisch-gälisch Pàrtaidh Alba, Scots Alba Pairtie, deutsch etwa Schottland-Partei) ist eine 2021 gegründete sezessionistische und antimonarchistische Partei in Schottland. Parteiführer war der am 12. Oktober 2024 verstorbene Alex Salmond, der ehemalige Erste Minister von Schottland, der davor insgesamt 45 Jahre Parteimitglied der SNP (Scottish National Party) gewesen war, davon 20 Jahre als Parteivorsitzender. Ihm folgte im März 2025 Kenny MacAskill.

## Geschichte

### Vorgeschichte
Nachdem die Zeitung Daily Record im August 2018 darüber berichtet hatte, dass Alex Salmond sexuelle Übergriffe gegen zwei Frauen vorgeworfen wurden, bestritt Salmond diese Vorwürfe und beklagte sich, dass die Ermittlungen gegen ihn „unfair und ungerecht“ seien. In der Folge erklärte Salmond am 29. August 2018 seinen Austritt aus der SNP. Er sei unschuldig und habe die Absicht, wieder in der SNP aktiv zu werden, sobald die Vorwürfe gegen ihn ausgeräumt seien. Am 24. Januar 2019 begann vor dem Sheriff Court in Edinburgh ein Verfahren gegen Salmond. Die Anklage warf ihm 13 Sexualstraftaten, darunter zweifache versuchte Vergewaltigung, sowie Störung der öffentlichen Ordnung (englisch breach of the peace) vor. Er wies sämtliche Vorwürfe erneut von sich, gegen Stellung einer Kaution blieb ihm eine Untersuchungshaft erspart. Am 23. März 2020 wurde er in allen 13 Anklagepunkten freigesprochen. Im Frühjahr 2021 kritisierte er First Minister Nicola Sturgeon für die mangelhaften Ermittlungen ihrer Regierung zu diesen Vorwürfen, die zu einem politischen Skandal führten.

### Gründung der Partei
Die Alba Party wurde am 8. Februar 2021 von dem pensionierten Fernsehproduzenten Laurie Flynn gegründet, wobei Alex Salmond direkt den Vorsitz der Partei übernahm. Salmond startete am 26. März mit der neu gegründeten Partei in den Wahlkampf zu den schottischen Parlamentswahlen 2021. Mit Neale Hanvey und Kenny MacAskill wechselten in den Folgetagen zwei Unterhausabgeordnete von der SNP zur Alba Party. Mehrere andere hochkarätige Persönlichkeiten aus der SNP, darunter Mitglieder ihres Führungsgremiums und ehemalige Abgeordnete, traten der Partei in den Tagen nach Salmonds Ankündigung bei. Die Alba Party konnte bei der Parlamentswahl in Schottland 2021 aber keine Sitze gewinnen, nachdem sie nur 1,7 % der Stimmen erhalten hatte. Am 28. Oktober 2023 verließ Ash Regan, frühere schottische Ministerin für Gemeinschaftssicherheit und Bewerberin um die Führung der Scottish National Party (SNP) nach dem Rücktritt von Nicola Sturgeon, ihre Partei und schloss sich der Alba Party an, die dadurch im schottischen Parlament vertreten ist.

## Parteiführer
| Parteiführung | Parteiführung   | Beginn der Amtszeit | Ende der Amtszeit | Bemerkungen               |
| ------------- | --------------- | ------------------- | ----------------- | ------------------------- |
| 1             | Laurie Flynn    | 8. Februar 2021     | 25. März 2021     |                           |
| 2             | Alex Salmond    | 25. März 2021       | 12. Oktober 2024  |                           |
| –             | Kenny MacAskill | 14. Oktober 2024    | 25. März 2025     | kommissarisch             |
| 3             | Kenny MacAskill | 25. März 2025       |                   | am 25. März 2025 gewählt. |

## Wahlergebnisse
| Jahr | Wahl                              | Stimmen | Stimmenanteil | Sitze |
| ---- | --------------------------------- | ------- | ------------- | ----- |
| 2021 | Parlamentswahl in Schottland 2021 | 44.913  | 1,7 %         | 0/129 |
| 2024 | Britische Unterhauswahl 2024      | 11.784  | 0,5 %         | 0/57  |